# 金田町 (名古屋市)
金田町（かねだちょう）は、愛知県名古屋市北区の地名。現行行政地名は金田町1丁目から金田町6丁目。住居表示未実施。

## 地理
名古屋市北区の中央部に位置する。東は辻町、西は鳩岡町、南は天道町、北は鳩岡・安井に接する。西から東に向けて、1丁目から6丁目までが設定されている。

## 歴史

### 町名の由来
安井町の字金田に由来する。金田自体の由来は未詳であるが、『北区 私たちのまち』は根田・今田と同義である「コンダ」であり低湿地を示す地名であるという説を紹介している。

### 沿革
- 1937年（昭和12年）11月1日 - 西区安井町字金田・新畑・道久・坪田・地蔵堂・高道・東出、光音寺町字五反田、辻町字高道の各一部より西区金田町として成立[2]。
- 1944年（昭和19年）2月11日 - 北区成立により同区金田町となる。
- 1949年（昭和24年）7月1日 - 辻町字日進・薬師の各一部を金田町6丁目に編入[2]。
- 1970年（昭和45年）3月23日 - 名古屋市立城北病院が地内に移転[3]。
- 1978年（昭和53年）11月26日 - 住居表示実施により、1丁目の一部が鳩岡二丁目に編入、1～4丁目の一部が安井一丁目に編入、4～6丁目の一部が安井四丁目に編入[2]。
- 1979年（昭和54年）4月 - 愛知県母子福祉会館が地内に完成する[WEB 6]。
- 2008年（平成20年）4月 - 名古屋市立城北病院が名古屋市立西部医療センター城北病院に改称[WEB 7]。
- 2011年（平成23年）
  - 5月 - 名古屋市立西部医療センター城北病院が同区平手町に移転し、名古屋市立西部医療センターと改称する[WEB 7]。
  - 5月2日 - 名古屋市営バス「城北病院」停留所が「金田町二丁目」停留所に改称する[WEB 8]。

## 世帯数と人口
2019年（平成31年）1月1日現在の世帯数と人口は以下の通りである。
| 町丁   | 世帯数  | 人口  |
| ------ | ------- | ----- |
| 金田町 | 315世帯 | 726人 |

### 人口の変遷
国勢調査による人口の推移
| 2000年（平成12年） | 766人 | [ WEB 9 ]  |  |
| 2005年（平成17年） | 694人 | [ WEB 10 ] |  |
| 2010年（平成22年） | 690人 | [ WEB 11 ] |  |
| 2015年（平成27年） | 738人 | [ WEB 12 ] |  |

## 学区
市立小・中学校に通う場合、学校等は以下の通りとなる。また、公立高等学校に通う場合の学区は以下の通りとなる。
| 番・番地等 | 小学校               | 中学校               | 高等学校 |
| ---------- | -------------------- | -------------------- | -------- |
| 全域       | 名古屋市立城北小学校 | 名古屋市立北陵中学校 | 尾張学区 |

## 交通

### バス
- 名古屋市営バス（名古屋市交通局）
  - 金田町二丁目停留所 - イのりば（名駅13系統名古屋駅行・北巡回系統福徳町経由左回り黒川行）[WEB 15]
  - 金田町五丁目停留所 - ウのりば（名駅13系統名古屋駅行・北巡回系統福徳町経由左回り黒川行）[WEB 16]

## 施設
- 愛知県母子寡婦福祉連合会
  - 愛知県母子福祉センター
- 名古屋エムケイ本社

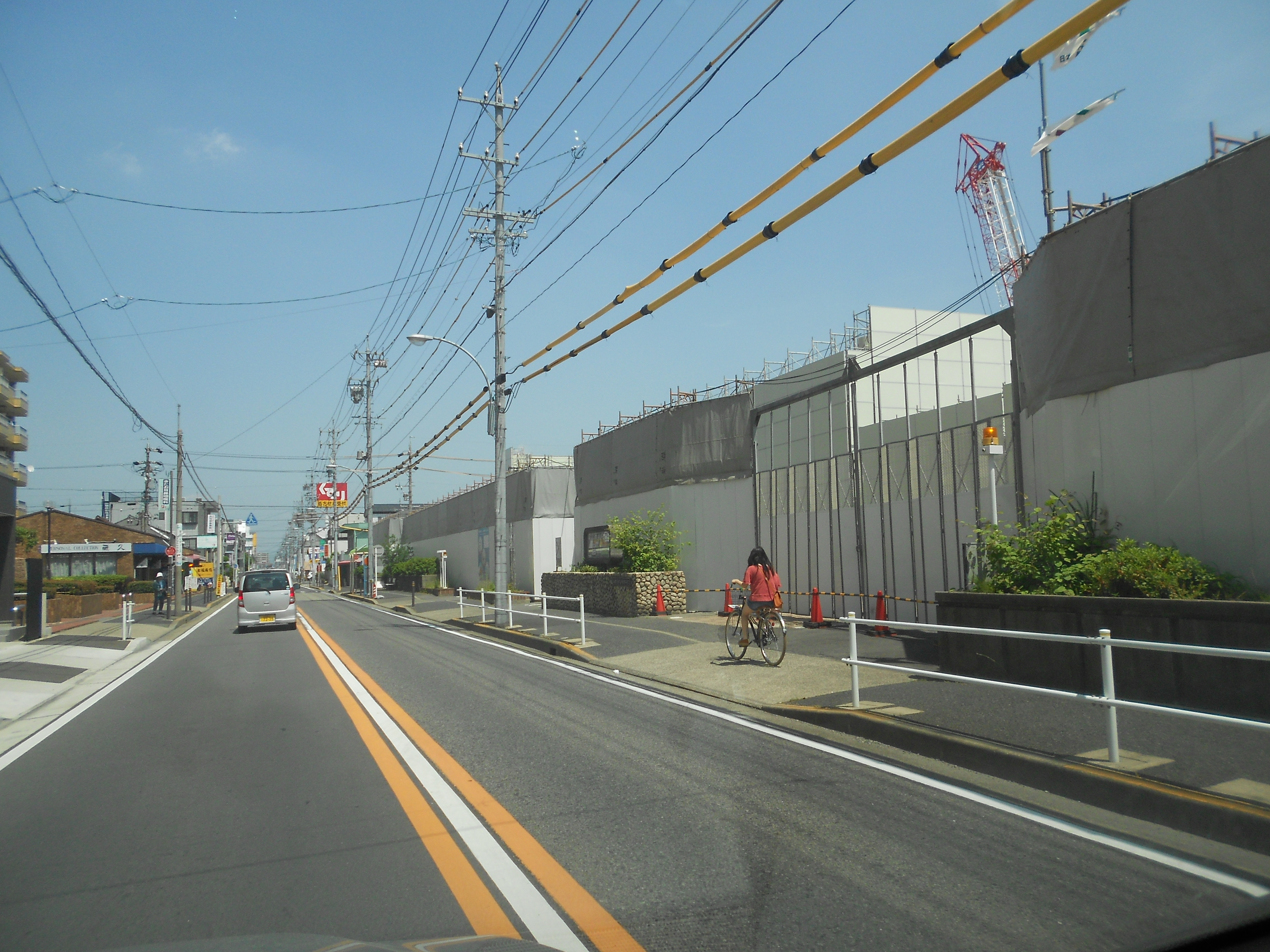
名古屋市立城北病院跡地

- かつては名古屋市立城北病院（一時期名古屋市立西部医療センター城北病院）が所在したが、移転後解体され現存しない。

## その他

### 日本郵便
- 郵便番号 : 462-0033[WEB 3]（集配局：名古屋北郵便局[WEB 17]）。

### WEB
1. 1 2  “愛知県名古屋市北区の町丁・字一覧”.   人口統計ラボ. 2017年10月7日閲覧。
2. 1 2  “町・丁目(大字)別、年齢(10歳階級)別公簿人口(全市・区別)”.   名古屋市 (2019年1月23日). 2019年1月23日閲覧。
3. 1 2  “郵便番号”.  日本郵便. 2019年1月6日閲覧。
4. ↑  “市外局番の一覧”.   総務省. 2019年1月6日閲覧。
5. ↑  名古屋市役所市民経済局地域振興部住民課町名表示係 (2015年10月21日). “北区の町名一覧”.   名古屋市. 2017年10月7日閲覧。
6. ↑  “社会福祉法人愛知県母子寡婦福祉連合会”. 2018年9月25日閲覧。
7. 1 2  “病院概要”.   名古屋市立西部医療センター. 2018年9月25日閲覧。
8. ↑  名古屋市公報 第906号（平成23年5月11日発行）名古屋市交通局告示平成23年第16号（平成23年4月25日）
9. ↑  名古屋市役所総務局企画部統計課統計係 (2005年7月1日). “（刊行物）名古屋の町(大字)・丁目別人口 (平成12年国勢調査) 北区” (xls). 2017年10月8日閲覧。
10. ↑  名古屋市役所総務局企画部統計課統計係 (2007年6月29日). “平成17年国勢調査　名古屋の町(大字)別・年齢別人口 北区” (xls). 2017年10月8日閲覧。
11. ↑  名古屋市役所総務局企画部統計課統計係 (2012年6月29日). “平成22年国勢調査　名古屋の町(大字)別・年齢別人口 北区” (xls). 2017年10月8日閲覧。
12. ↑  名古屋市役所総務局企画部統計課統計係 (2017年7月7日). “平成27年国勢調査　名古屋の町(大字)別・年齢別人口” (xls). 2017年10月8日閲覧。
13. ↑  “市立小・中学校の通学区域一覧”.   名古屋市 (2018年11月10日). 2019年1月14日閲覧。
14. ↑  “平成29年度以降の愛知県公立高等学校（全日制課程）入学者選抜における通学区域並びに群及びグループ分け案について”.   愛知県教育委員会 (2015年2月16日). 2019年1月14日閲覧。
15. ↑  “名古屋市交通局 なごや地図ナビ 金田町二丁目”. 2013年11月9日閲覧。
16. ↑  “名古屋市交通局 なごや地図ナビ 金田町五丁目”. 2013年11月9日閲覧。
17. ↑  郵便番号簿 平成29年度版 - 日本郵便. 2019年01月06日閲覧 (PDF)

### 文献
1. ↑  名古屋市北区役所市民室 1979, p. 8.
2. 1 2 3  名古屋市北区役所市民室 1979, p. 54.
3. ↑  北区制50周年記念事業実行委員会 1994, p. 485.